# Jorge Arias
Jorge Arias (n. 5 septembrie 1977) este un wrestler mexico-american care în prezent evoluează în WWE pentru marca WWE SmackDown unde interpretează personajul de Sin Cara.
Arias a debutat în rosterul principal a lui WWE în 2011 ca Sin Cara, înlocuind temporar interpretul original al personajului Luis Urive. Arias a început să lupte fără mască sub numele de ring Hunico, adesea ori în lupte pe echipe alături de Camacho. În 2013, după plecarea lui Urive, adevăratul Sin Cara, Arias și-a reluat rolul de Sin Cara și de atunci a folosit acest personaj. Spre deosebire de Urive, Arias este artistul cu cea mai lungă durată pentru al interpreta pe Sin Cara, iar portretul său este caracter bilingv datorită faptului că Arias a crescut în Statele Unite și vorbind astfel spaniolă sau engleză, în funcție de publicul dorit, întrucât Urive nu știa bine limba engleza. În 2014, Arias a câștigat campionatul NXT Tag Team împreună cu Kalisto, ca parte a The Lucha Dragons.